# Havok
Havok Physics (більш відомий як просто Havok) — фізичний рушій, розроблений ірландською компанією Havok. Рушій створює симуляцію фізичної взаємодії в реальному часі, що робить світ гри більш живим і реалістичним, подібно фізики Ragdoll.  Havok Physics є мультиплатформним рушієм.

## Історія
Версія Havok SDK 1.0 була представлена на Game Developers Conference в 2000 році. На даний момент розроблена вже сьома версія продукту, яка була випущена в грудні 2009 року.
20 лютого 2008 року компанія Havok повідомила, що рушій Havok Physics стає безкоштовним для завантаження розробникам ігор на PC, однак тільки для некомерційного використання. Для мультиплатформових розробників Havok все ще залишиться платним.
У вересні 2007 року Intel оголосила про підписання остаточної угоди про придбання Havok Inc. 
1 червня 2008 року рушії Havok Physics і Havok Animation стають доступними для завантаження і комерційного використання
розробникам ігор на PC для Microsoft Windows.
11 червня 2008 року компанія Havok, що входить до складу корпорації Intel, уклала угоду, за якою буде співпрацювати з компанією AMD у справі оптимізації графічних карт ATI Radeon і центральних процесорів AMD під фізичний рушій Havok.
У січні 2008 року Національна Академія телевізійних наук і мистецтв США вручила премію Еммі в номінації «Найкращий фізичний рушій» технології Havok.
Зовсім недавно компанією була представлена шоста версія технології Havok, в якій вперше представлені інструменти Havok Cloth (реалістична поведінка тканини) і Havok Destruction (імітація різних руйнувань).
У жовтні 2009 року компанія Ubisoft підписала угоду з компанією Havok, згідно з яким рушій «Havok» буде використовуватися в іграх, що розробляються Ubisoft, протягом багатьох років.
У жовтні 2015 року Microsoft оголосила про придбання Havok

## Використання
Після представлення першого SDK в 2000 році він використовувався більш ніж в 150 комп'ютерних іграх. Спочатку більшість ігор, які працювали на технологіях Havok, належали до жанру шутерів від першої особи. Наприклад, фізична частина рушія Source, створеного Valve Corporation і використовується в грі Half-Life 2 і її доповненнях, включає в себе частину переробленого коду Havok Physics версії 2. На сьогодні застосування цього фізичного рушія можна бачити в таких жанрах, як пригодницька гра (Uru: Ages Beyond Myst від Cyan Worlds), стратегія в реальному часі ( Company of Heroes від THQ і Relic Entertainment і StarCraft II від Blizzard Entertainment), Екшн (Assassin's Creed від Ubisoft), платформер (Super Smash Bros. Brawl от Nintendo).
Havok використовується не тільки в іграх, але і в навчальних симуляторах, наприклад в тренажері водіння 3D Інструктор, який призначений для отримання навичок водіння автомобіля та дотримання правил дорожнього руху.
Havok також використовується в продуктах компанії Autodesk Media & Entertainment, програмних пакетах 3ds MAX і Maya.

## Ігри на рушії Havok
Даний список не є повним
| - 24: The Game (PlayStation 2) - 3D Инструктор (PC) - After Burner: Black Falcons (PSP) - Alone In The Dark 5: у последней черты - America's Army: True Soldiers (Xbox 360) - Ant Bully (PlayStation 2, Wii, Nintendo GameCube, PC) - Assassin's Creed (Xbox 360, PlayStation 3, PC) - Assassin's Creed II (Xbox 360, PlayStation 3, PC) - Assassin's Creed: Brotherhood (Xbox 360, PlayStation 3, PC) - Astro Boy (PlayStation 2) - Auto Assault (PC) - BioShock (Xbox 360, PC) - Blacksite: Area 51 (Xbox 360, PlayStation 3, PC) - Boom Blox (Wii) - Carnival Games (Wii) - Cars (PSP) - Company of Heroes (PC) - Company of Heros: Opposing Fronts (PC) - Conan (Xbox 360, PlayStation 3) - Condemned 2 (Xbox 360, PlayStation 3) - Counter-Strike: Source (PC, Mac) - Crackdown (Xbox 360) - Darksiders (Xbox 360, PlayStation 3, PC) - Dark Messiah of Might and Magic: Elements (Xbox 360), (PC) - Dark Souls (Xbox 360, PlayStation 3, PC) - Dawn of Mana (PlayStation 2) - Day of Defeat: Source (PC, Mac) - Dead Rising (Xbox 360) - Dead Space (Xbox 360, PlayStation 3, PC) - Dead Space 2 (Xbox 360, PlayStation 3, PC) - Demon's Souls (Playstation 3) - Def Jam: Icon (Xbox 360, PlayStation 3) - Desperados 2: Cooper's Revenge (PC) - Destroy All Humans! 2 (PlayStation 2, Xbox, PC) - Destroy All Humans: Big Willie Unleashed (Wii) - Dungeons & Dragons Online: Stormreach (PC) - F.E.A.R. Files (Xbox 360, PlayStation 3, PC) - Folklore (PlayStation 3) - Fallout 3 (Xbox 360, PlayStation 3, PC) - Fallout: New Vegas (Xbox 360, PlayStation 3, PC) - Full Spectrum Warrior (PlayStation 2, Xbox, PC) - Full Spectrum Warrior: Ten Hammers (PC) - George of the Jungle: Search for the Secret (Wii, PlayStation 2) - Go! Sports Ski (PlayStation 3) - Guild Wars 2 (Microsoft Windows, Mac OS X (Beta)) - Guitar Hero III: Legends of Rock (Xbox 360, PlayStation 3, PC) - Half-Life 2 (Xbox (крім епізодів та Deathmatch), Xbox 360, PlayStation 3, PC, Mac) - Halo 2 (Xbox, PC) - Halo 3 (Xbox 360) - Happy Feet (PlayStation 2, Wii, Nintendo GameCube, PC) - Harry Potter and the Order of The Phoenix (Xbox 360, PlayStation 3, PC, Wii) - Heavenly Sword (PlayStation 3) - Heavy Rain (PlayStation 3) - Hellgate: London (PC) - IHRA Drag Racing: Sportsman Edition (PlayStation 2, Xbox, PC) - Iron Man (Xbox 360, PlayStation 3, PlayStation 2, Wii, PC) - Just Cause (PlayStation 2, Xbox 360, PC) - Just Cause 2 (PlayStation 3, Xbox 360, PC) - Kane & Lynch: Dead Men (Xbox 360, PlayStation 3, PC) - Killzone: Liberation (PlayStation Portable) - Looney Tunes: Acme Arsenal (Xbox 360) - Lost Planet: Extreme Condition (Xbox 360, PlayStation 3, PC) - Lord of the Rings Online: Shadows of Angmar (PC) - Max Payne 2: The Fall of Max Payne (PC) - Medal of Honor: Heroes (PlayStation Portable) - Medal of Honor: Heroes 2 (PlayStation Portable, Wii) | - Micro Machines V4 (PlayStation 2, PlayStation Portable, PC) - Modern Combat 4: Zero Hour (Android, iOS) - Monster House (PlayStation 2, GameCube) - MotorStorm (PlayStation 3) - MotorStorm RC (PlayStation Vita) - My Sims (Wii) - NecroVisioN (PC) - Neopets Petpet Adventure:The Wand of Wishing (PlayStation Portable) - Novastrike (PlayStation 3) - Over the Hedge (PlayStation 2, Xbox, GameCube, PC) - PAIN (PlayStation 3) - Painkiller (PC) - Painkiller: Overdose (PC) - Playground (Wii) - Portal (PC, Xbox 360, Mac) - Portal 2 (PC, Xbox 360, PlayStation 3, Mac) - Postal 3 (PC, Xbox 360, PlayStation 3, Mac, Linux) - Pariah (PC, Xbox) - Requiem online (PC) - Saints Row (Xbox 360) - Scene It? Lights, Camera, Action (Xbox 360) - Shadowrun (Xbox 360, PC) - Shaun White Skateboarding (Xbox 360, PC) - Shrek SuperSlam (PlayStation 2, Xbox, GameCube, PC) - Shrek the Third (Xbox 360, PlayStation 2, PlayStation Portable, Wii) - Soldier of Fortune: Payback (Xbox 360, PlayStation 3, PC) - Sonic Generations (Xbox 360, PlayStation 3, PC) - Sonic Unleashed (PlayStation 2, Wii) - Sonic Riders: Zero Gravity (PlayStation 2) - Sonic the Hedgehog (Xbox 360, PlayStation 3) - Spiderman: Friend or Foe (PlayStation Portable) - Spin Tires (PC) - Spore (PC, Mac) - StarCraft II: Wings of Liberty (PC, Mac) - Stranglehold (Xbox 360, PlayStation 3, PC) - Stronghold 3 (PC) - Stuntman: Ignition (Xbox 360, PlayStation 3, PlayStation 2) - Super Smash Bros.Brawl (Wii) - Superman Returns: The Videogame (PlayStation 2, Xbox 360, PC) - Syphon Filter: Logan's Shadow (PlayStation Portable) - Team Fortress 2 (PC, Xbox 360, Mac) - Teen Titans (PlayStation 2, Xbox, GameCube) - Test Drive Unlimited (Xbox 360) - The Elder Scrolls IV: Oblivion (Xbox 360, PlayStation 3, PC) - The Godfather (Xbox 360, PlayStation 2, Xbox, PC) - The Godfather: Blackhand Edition (Wii) - The Golden Compass (Xbox 360, PlayStation 3, Wii, PlayStation 2, PC) - The Incredible Hulk (Xbox 360, PlayStation 3, PlayStation 2, PC, Wii) - The Outfit (Xbox 360) - The Simpsons (Xbox 360, PlayStation 3, Wii, PlayStation 2, PlayStation Portable) - Time Crisis 4 (PlayStation 3) - TimeShift (Xbox 360, PlayStation 3, PC) - Tom Clancy's H.A.W.X. (Xbox 360, PlayStation 3, PC) - Tom Clancy's Rainbow Six: Critical Hour (PlayStation 2, Xbox) - Tom Clancy's Splinter Cell Double Agent (Xbox 360, Wii, PC) - Tony Hawk's Project 8 (Xbox 360, PlayStation 3) - Tony Hawk's Proving Ground (Xbox 360, PlayStation 3, PC) - Untold Legends: Dark Kingdom (PlayStation 3) - Urban Chaos: Riot Response (PlayStation 2, Xbox) - Uncharted: Drake’s Fortune (Playstation 3) - Uncharted 2: Among Thieves (Playstation 3) - Uncharted 3: Drake's Deception (Playstation 3) - Uncharted: Golden Abyss (PlayStation Vita) - World in Conflict (PC) - The Witcher 2: Assassins of Kings (Xbox 360, PC) - WarPath (PC, Xbox) - X-Men: The Official Game (PlayStation 2, Xbox, Xbox 360, GameCube, PC) - Wolfenstein (PC, Xbox 360, PlayStation 3) - World of Tanks (PC) |

### Доступні платформи
Вихідні коди рушія після ліцензування були поширені, і в даний час використовуються на таких платформах, як Microsoft Windows, Xbox і Xbox 360, Nintendo GameCube і Wii , Sony PlayStation 2, PlayStation 3 і PlayStation Portable, Apple Mac OS X і на Linux. Сам по собі рушій написаний на C / C++, і з успіхом портується на будь-які системи, які підтримують компілятор C або C++.

## Havok FX
Компанія розробляла спеціальний комплект, що отримав назву Havok FX, який повинен був зробити можливим використовувати потужності графічних процесорів відеокарт ATI і NVIDIA для фізичних розрахунків. Продукт був заморожений після того, як Intel купила Havok.

## Havok AI
На міжнародній виставці Game Developers Conference 2009 компанія Havok анонсувала і продемонструвала нове middleware-рішення для розробників — «Havok AI». Havok AI є реалізацією ігрового штучного інтелекту у вигляді підпрограмного забезпечення.

## Havok Behavior Tool
Програмний продукт для розробки систем реакції ігрових персонажів на внутрішньо-ігрові події. Є безкоштовним для некомерційного використання.

### Відеоролики, що демонструють можливості і здібності Havok
- Havok 'Bridge Destruction' demo
- Havok 'Deformation' video
- Havok 'AI SDK' demo
- Havok 'Greek Interior' video
- Havok 'Flags' video
- Havok 'Red Dress Cloth' demo
- Havok 'Cape' video